# Berliner Weisse
Pour les articles homonymes, voir Weisse.

La Berliner Weiße est une bière de fermentation haute brassée traditionnellement à Berlin (Allemagne) et dans ses alentours. Très légère en alcool (2,8 à 3.8 %) et de couleur jaune pâle, elle se caractérise par son acidité, son absence d'amertume et sa forte teneur en gaz.
Elle se boit à une température de 8 à 10 degrés, souvent avec un fond de sirop (de framboise, de cassis, de carvi ou d'aspérule odorante) pour édulcorer son goût acide, ce qui en fait un cocktail à base de bière.

## Brassage
La Berliner Weiße est traditionnellement brassée avec au minimum 50 % de malt de froment, le reste se composant de malt d'orge (en général un malt Pilsner). La densité primitive de moût est de 7 à 8 %. La fermentation est alcoolique et lactique, c'est-à-dire qu'outre une levure de fermentation haute, une culture de bactéries lactiques est ajoutée au moût pour la fermentation.

## Brasseries
La brasserie Schneeeule tenue par Ulrike Genz relance la production de la Berliner Weisse à Berlin. 